# Glossarion bilabiatum
Glossarion bilabiatum là một loài thực vật có hoa trong họ Cúc. Loài này được (Maguire) Pruski mô tả khoa học đầu tiên năm 1989.